# Panzeria hirta
Panzeria hirta là một loài ruồi trong họ Tachinidae.